# Parlamentswahl in Frankreich 1997
Die Parlamentswahl in Frankreich 1997 fand am 25. Mai und 1. Juni 1997 statt. Anlass war eine vorzeitige Auflösung der 11. französischen Nationalversammlung durch Staatspräsident Jacques Chirac. Die Wahl endete mit einem Sieg der linken Parteien der gauche plurielle unter Lionel Jospin.

## Hintergrund
Die bürgerliche Rechte der Union pour la France, getragen vor allem vom RPR und der UDF, hatte die Parlamentswahl 1993 – noch unter Präsident François Mitterrand – mit einer überwältigenden Mehrheit der Mandate gewonnen. Insgesamt verfügte die Union über fast 80 % der Mandate in der Nationalversammlung.
Nach seiner Wahl zum Staatspräsidenten hatte Jacques Chirac einen neuen Premierminister, Alain Juppé, ernannt; er löste Édouard Balladur ab. Allerdings löste Chirac nicht das Parlament auf, wie dies sein Vorgänger getan hatte. Juppés Regierung (Kabinett Juppé I) verlor an Popularität; Juppé wurde von Medien als „unbeliebtester Premierminister aller Zeiten“ bezeichnet.
Am 21. April 1997 gab Jacques Chirac die vorzeitige Auflösung der Nationalversammlung bekannt. Er begründete dies damit, dass seine Regierung für umfangreiche Reformprojekte eine neue Legitimation bräuchte. Medien vermuteten, Chirac wolle mit der vorzeitigen Auflösung vermeiden, dass die Wahl mit der Entscheidung über die Euro-Mitgliedschaft Frankreichs zusammenfallen würde, wie dies beim regulären Wahltermin im März 1998 der Fall gewesen wäre. Er habe befürchtet, dass die notwendigen Maßnahmen zur Erfüllung der Konvergenzkriterien der ohnehin niedrigen Popularität seiner Regierung weiter schaden würden und die Linken sowie die extreme Rechte mit einer Kampagne gegen die Euro-Einführung punkten könnten. Wahlumfragen prognostizierten zur Zeit der Auflösung einen Sieg der bürgerlichen Rechten.
Auf der Linken gelang es Lionel Jospin, dem ersten Sekretär der Parti Socialiste, mit weiteren linken Parteien, insbesondere den Kommunisten und den Grünen, ein Wahlbündnis, die gauche plurielle („vielfältige Linke“) abzuschließen. Auf der Rechten war die „Union pour la France“ nach der Präsidentschaftswahl 1995 zerbrochen.

## Ergebnisse
- PCF: 35
- PS: 255
- PRS: 12
- DVG: 11
- Verts: 7
- Sonst.: 3
- UDF: 112
- RPR: 139
- DVD: 2
- FN: 1

Im ersten Wahlgang erreichte die gauche plurielle etwa 44 Prozent der Stimmen, wobei die Sozialisten mit 23,5 Prozent stärkste Kraft wurden. Die bürgerliche Rechte kam auf gut 36 Prozent. Ein Problem für sie war das starke Abschneiden des Front National, der knapp 15 Prozent erreichte und in einer Reihe von Stichwahlen mit einem eigenen Kandidaten vertreten war. In diesen Wahlkreisen kam es in der Regel zu Dreier-Stichwahlen, bei denen der gemeinsame Kandidat der gauche plurielle gegenüber den beiden Kandidaten der Rechten im Vorteil war.
Im zweiten Wahlgang konnte die gauche plurielle ihren Stimmenanteil auf 48 Prozent steigern, die bürgerliche Rechte auf 46,1 Prozent. Durch das Mehrheitswahlrecht gewann die Linke aber eine deutliche Mehrheit von 320 der 577 Mandate, wobei Sozialisten, Kommunisten und Grüne allein bereits über die absolute Mehrheit verfügten und nicht auf die Unterstützung kleinerer linker Parteien angewiesen waren.
In der Folge der Wahl wurde der Sozialist Lionel Jospin mit der Regierungsbildung beauftragt, was zur dritten Cohabitation führte. Die Regierung Jospin amtierte bis zur Französischen Präsidentschaftswahl 2002, die einige Wochen vor der Parlamentswahl 2002 stattfand.
| politische Parteien                     | politische Parteien                      | Stimmen (erster Wahlgang) | Stimmen (erster Wahlgang) | Stimmen (zweiter Wahlgang) | Stimmen (zweiter Wahlgang) | Sitze                | Sitze |  |
| politische Parteien                     | politische Parteien                      | absolut                   | in %                      | absolut                    | in %                       | Gewählte Abgeordnete | in %  |  |
| --------------------------------------- | ---------------------------------------- | ------------------------- | ------------------------- | -------------------------- | -------------------------- | -------------------- | ----- |  |
|                                         | Extreme Linke                            | 638.710                   | 2,5                       | —                          | —                          | 0                    | 0,0   |  |
|                                         | Parti communiste français (PCF)          | 2.519.281                 | 9,9                       | 982.990                    | 3,8                        | 35                   | 6,1   |  |
|                                         | Parti socialiste (PS)                    | 5.961.612                 | 23,5                      | 9.751.423                  | 38,1                       | 255                  | 44,2  |  |
|                                         | Parti radical-socialiste (PRS)           | 366.067                   | 1,4                       | 562.031                    | 2,2                        | 12                   | 2,1   |  |
|                                         | Verschiedene Linke (Divers gauche)       | 708.605                   | 2,8                       | 652.882                    | 2,5                        | 11                   | 1,9   |  |
|                                         | Grüne Parteien                           | 1.726.018                 | 6,8                       | 414.871                    | 1,6                        | 7                    | 1,2   |  |
|                                         | Andere                                   | 351.503                   | 1,4                       | 28.916                     | 0,1                        | 3                    | 0,5   |  |
|                                         | Union pour la démocratie française (UDF) | 3.601.279                 | 14,2                      | 5.323.177                  | 20,8                       | 112                  | 19,4  |  |
|                                         | Rassemblement pour la République (RPR)   | 3.977.964                 | 15,7                      | 5.846.717                  | 22,8                       | 139                  | 24,1  |  |
|                                         | Verschiedene Rechte (Divers droite)      | 1.671.626                 | 6,6                       | 628.468                    | 2,5                        | 2                    | 0,3   |  |
|                                         | Front National (FN)                      | 3.785.383                 | 14,9                      | 1.434.854                  | 5,6                        | 1                    | 0,2   |  |
|                                         | Extreme Rechte                           | 26.438                    | 0,1                       | —                          | —                          | 0                    | 0,0   |  |
|                                         |                                          |                           |                           |                            |                            |                      |       |  |
| Registrierte Wähler                     | Registrierte Wähler                      | 39.217.241                | 100,0                     | 38.487.205                 | 100,0                      |                      |       |  |
| Nichtwähler                             | Nichtwähler                              | 12.581.299                | 32,1                      | 11.133.207                 | 28,9                       |                      |       |  |
| Abstimmende insgesamt                   | Abstimmende insgesamt                    | 26.635.942                | 67,9                      | 27.353.998                 | 71,1                       |                      |       |  |
| Ungültige Stimmen und leere Stimmzettel | Ungültige Stimmen und leere Stimmzettel  | 1.301.456                 | 3,3                       | 1.727.669                  | 4,5                        |                      |       |  |
| Gültige Stimmen                         | Gültige Stimmen                          | 25.334.486                | 64,6                      | 25.626.329                 | 66,6                       |                      |       |  |
| 1. Quelle: Assemblée nationale          |                                          |                           |                           |                            |                            |                      |       |  |